# ليندر راند
ليندر راند هو سياسي كندي، ولد في 7 أكتوبر 1827، وتوفي في 1900. حزبياً، نشط في الحزب الليبرالي في نوفا سكوشا ‏. وقد انتخب عضو مجلس نواب نوفا سكوتيا.